# 普拉德
普拉德（法語：Prades，法語：[pʁad] ⓘ，加泰隆尼亞語發音：[ˈpɾaðə]），法国南部城市，奥克西塔尼大区东比利牛斯省的一个市镇，同时也是该省的一个副省会，下辖普拉德区，其市镇面积为10.9平方公里，2022年1月1日时人口数量为6,166人，在法国城市中排名第1,754位。
普拉德位于东比利牛斯省中西部，泰特河谷中，是这一地区的经济和文化中心，加泰罗尼亚语言学家庞佩乌·法布拉逝世于此，法国总理让·卡斯泰曾于2008至2020年间担任普拉德市长职务。

## 地名来源

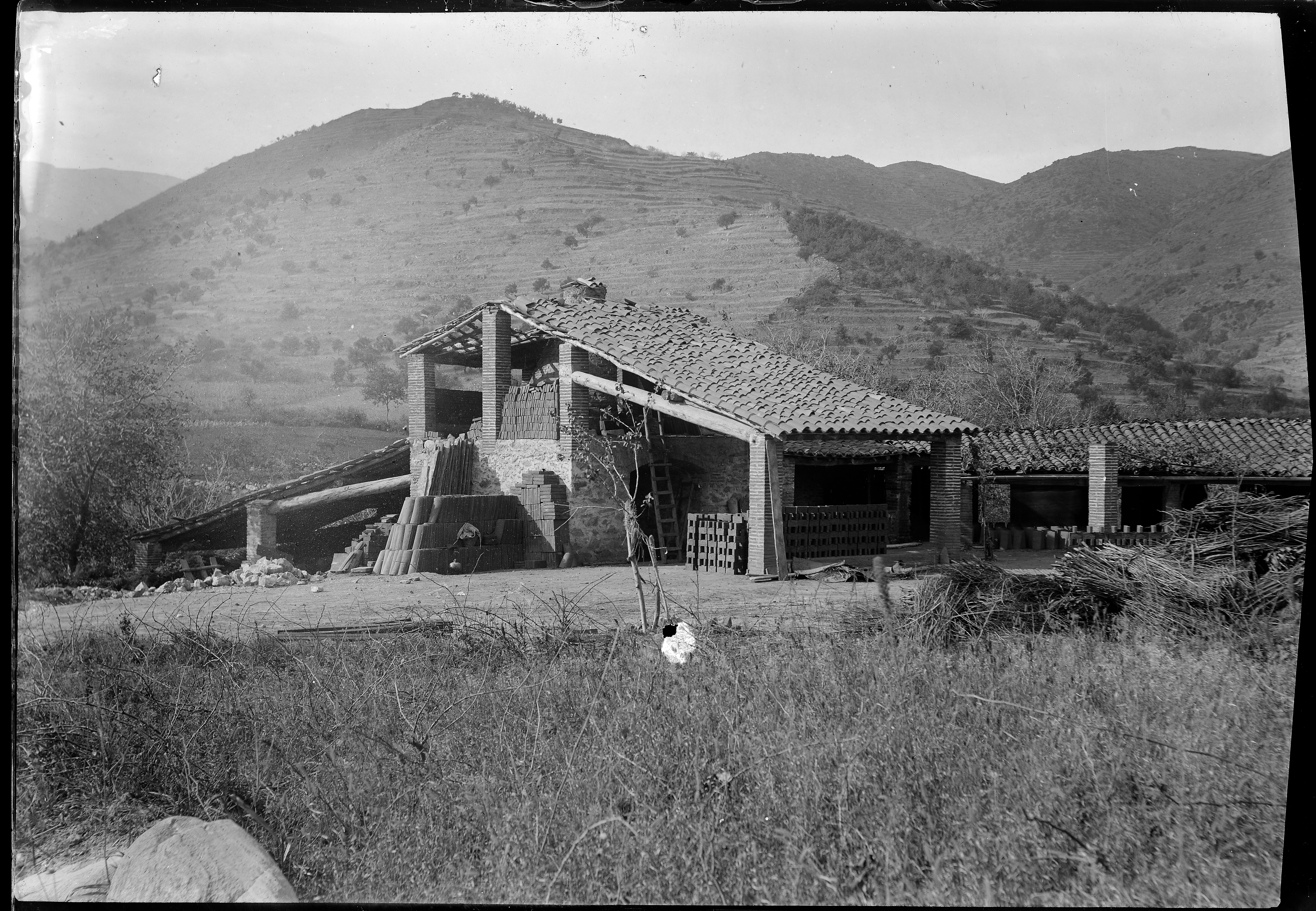
工业革命时期普拉德附近的一处砖窑

“普拉德”一名来源于拉丁语单词，意为“草原、草地”，与现代法语单词同根。
在加泰罗尼亚语中，“普拉德”被写作，此写法对应的汉语音译为“普拉达”。

## 历史
普拉德最初于公元843年被记载，彼时为乌赫尔伯国的一处领地，855年后被拉格拉斯圣玛丽修道院接管。中世纪中后期，阿拉贡王国控制了这一区域，直至1589年普拉德被加泰罗尼亚人占领。1659年，根据《比利牛斯条约》，普拉德被法兰西王国继承，成为鲁西永行省的一部分。1772年，泰特河普拉德段被改道。法国大革命后，普拉德成为东比利牛斯省的一个市镇，并成为该省的一个地区行署，后成为副省会。工业革命期间，沿泰特河而建的佩皮尼昂－自由城-韦尔内莱班铁路途径普拉德，当地出现了一些工业部门，包括采石及制砖等。二战后，当地创建巴勃罗·卡萨尔斯音乐节，成为这一地区重要的文化活动。

## 地理

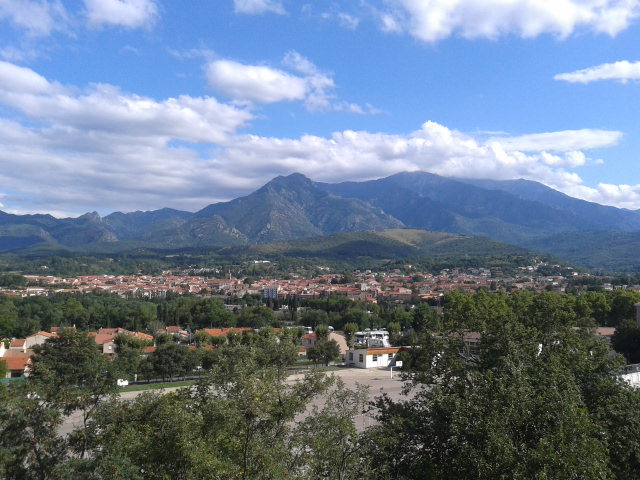
普拉德市区全景

普拉德位于法国南部，奥克西塔尼大区南部和东比利牛斯省中西部，距离省会佩皮尼昂大约45公里。与普拉德接壤的市镇包括：卡亚、埃乌斯、洛斯马索、克拉拉-维耶拉克、科达莱特、里亚-锡拉克、托里尼亚。

### 地形
普拉德位于比利牛斯山东北段的一处山谷之中，其南侧为卡尼古山，境内以丘陵和山地为主，市中心位于一处河流冲积平原上，地势相对平坦，全境海拔在300到745米之间。

### 水文
泰特河自西向东流经普拉德市区北部，该河独立入海，历史上曾多次发生洪水，其沿岸有洪水过后形成的湖泊，经人工治理后成为了城市绿地公园。

### 植被
普拉德属于亚热带常绿林区，林地主要分布于河流两岸以及市区南部的山地上。

### 气候
普拉德在柯本气候分类法中属于地中海气候，因其地形相对封闭，加之海拔相对较高，故又有一定的山地特征，表现为年降水差较小，冬季气温低于同纬度沿海地区。
距离普拉德最近的气象站位于科达莱特境内，以下为该气象站的数据（其中日照数据取自佩皮尼昂）：
| 科达莱特1981年－2019年 | 科达莱特1981年－2019年 | 科达莱特1981年－2019年 | 科达莱特1981年－2019年 | 科达莱特1981年－2019年 | 科达莱特1981年－2019年 | 科达莱特1981年－2019年 | 科达莱特1981年－2019年 | 科达莱特1981年－2019年 | 科达莱特1981年－2019年 | 科达莱特1981年－2019年 | 科达莱特1981年－2019年 | 科达莱特1981年－2019年 | 科达莱特1981年－2019年 |
| 月份                   | 1月                    | 2月                    | 3月                    | 4月                    | 5月                    | 6月                    | 7月                    | 8月                    | 9月                    | 10月                   | 11月                   | 12月                   | 全年                   |
| ---------------------- | ---------------------- | ---------------------- | ---------------------- | ---------------------- | ---------------------- | ---------------------- | ---------------------- | ---------------------- | ---------------------- | ---------------------- | ---------------------- | ---------------------- | ---------------------- |
| 历史最高温 °C（°F）    | 23.5 (74.3)            | 24.5 (76.1)            | 27.5 (81.5)            | 30.5 (86.9)            | 33.5 (92.3)            | 36.5 (97.7)            | 36 (97)                | 38 (100)               | 35 (95)                | 32 (90)                | 26 (79)                | 24 (75)                | 38 (100)               |
| 平均高温 °C（°F）      | 11.8 (53.2)            | 12.7 (54.9)            | 15.4 (59.7)            | 17.2 (63.0)            | 20.4 (68.7)            | 24.4 (75.9)            | 27.4 (81.3)            | 27.1 (80.8)            | 24 (75)                | 19.8 (67.6)            | 15.1 (59.2)            | 12.3 (54.1)            | 19 (66)                |
| 日均气温 °C（°F）      | 6.8 (44.2)             | 7.3 (45.1)             | 9.7 (49.5)             | 11.6 (52.9)            | 14.8 (58.6)            | 18.5 (65.3)            | 21.1 (70.0)            | 21 (70)                | 18 (64)                | 14.4 (57.9)            | 9.9 (49.8)             | 7.4 (45.3)             | 13.4 (56.1)            |
| 平均低温 °C（°F）      | 1.8 (35.2)             | 1.9 (35.4)             | 4 (39)                 | 6 (43)                 | 9.3 (48.7)             | 12.6 (54.7)            | 14.9 (58.8)            | 14.9 (58.8)            | 12.1 (53.8)            | 9 (48)                 | 4.8 (40.6)             | 2.6 (36.7)             | 7.8 (46.0)             |
| 历史最低温 °C（°F）    | −13.5 (7.7)            | −9.5 (14.9)            | −8 (18)                | −3 (27)                | 0 (32)                 | 2.5 (36.5)             | 6 (43)                 | 3.8 (38.8)             | 2.5 (36.5)             | −2 (28)                | −8 (18)                | −8 (18)                | −13.5 (7.7)            |
| 平均降水量 mm（）      | 54.4 (2.14)            | 40.4 (1.59)            | 40.1 (1.58)            | 60 (2.4)               | 68.4 (2.69)            | 42 (1.7)               | 33 (1.3)               | 46.4 (1.83)            | 50.5 (1.99)            | 65.1 (2.56)            | 52.2 (2.06)            | 56.7 (2.23)            | 609.2 (23.98)          |
| 月均日照時數           | 141.2                  | 160.8                  | 209.6                  | 218                    | 235.8                  | 268.9                  | 298.2                  | 267.4                  | 222.2                  | 167.6                  | 149.2                  | 126.1                  | 2,465                  |
| 来源：Infoclimat       |                        |                        |                        |                        |                        |                        |                        |                        |                        |                        |                        |                        |                        |

## 行政区划
普拉德是法国奥克西塔尼大区东比利牛斯省的一个市镇，编号为66149，它也是东比利牛斯省的一个副省会。普拉德下辖普拉德区，管理加泰罗尼亚比利牛斯县，同时也是卡尼古汇流市镇公共社区的办公驻地。
法国国家统计与经济研究所（简称）在进行数据统计时，将普拉德及相邻的另外5个市镇划为普拉德城市区。同时，还将普拉德市镇分为了3个“块区”（IRIS）：西区、北区和东区，以便于统计人口分布情况。

## 交通

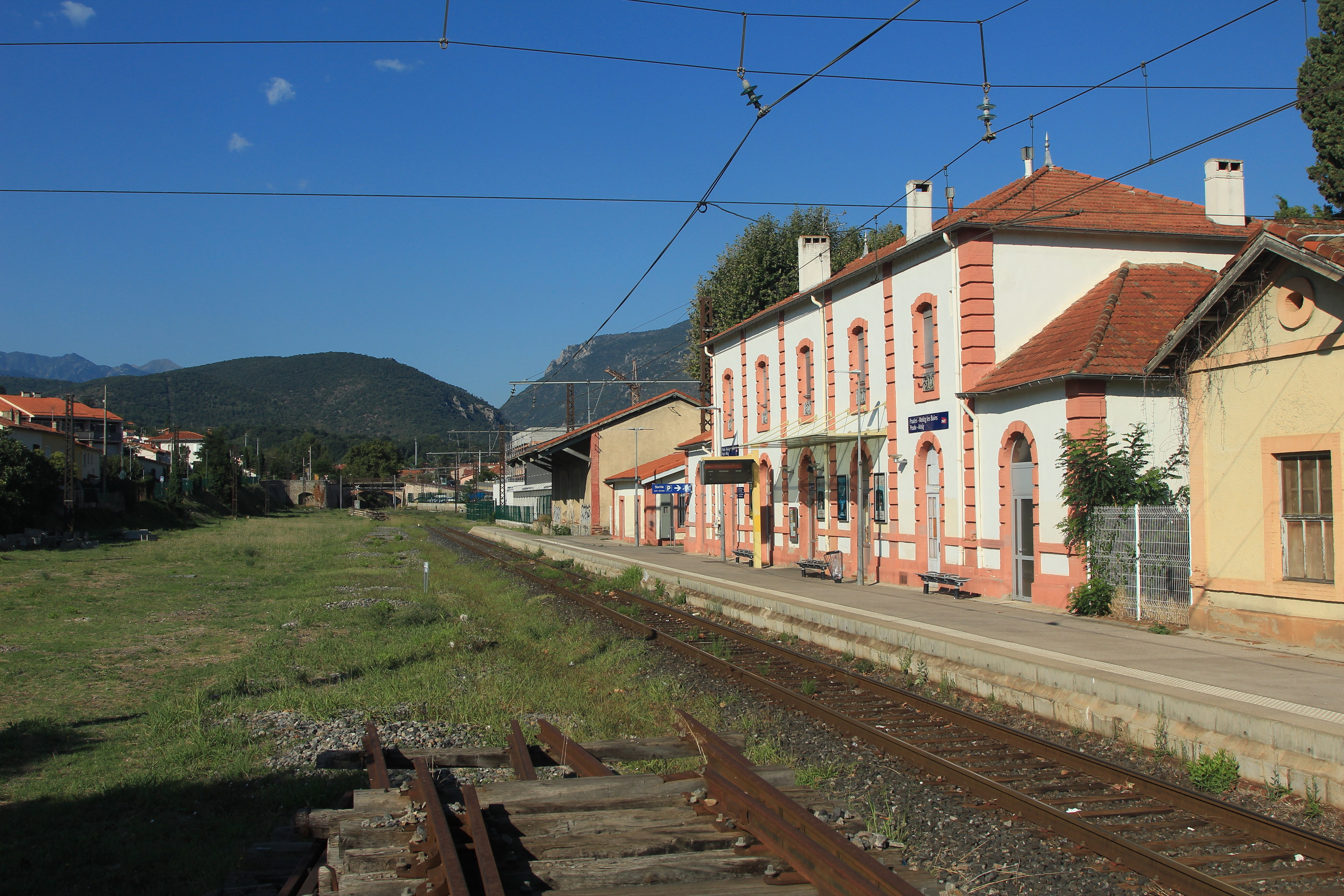
普拉德火车站

### 公路
法国国道N116线和多条东比利牛斯省省道在普拉德境内交汇。奥克西塔尼大区下属的城际客运提供巴士线路，可前往省会佩皮尼昂以及泰特河谷内的主要城市。
2017年，56.7%的普拉德家庭拥有至少一辆的私人汽车。2018年，普拉德境内共发生各类交通事故2起，造成3人受伤。

### 铁路
普拉德位于佩皮尼昂－自由城-韦尔内莱班铁路上。普拉德-莫利奇莱班站位于市区东南部，该站每天停靠往返于佩皮尼昂和自由城-韦尔内莱班一线的区域列车。

### 航空
距离普拉德最近的民用航空站为佩皮尼昂机场，距离普拉德市中心的公路里程约47公里。

### 城市公共交通
普拉德暂无城市公共交通系统。

## 政治

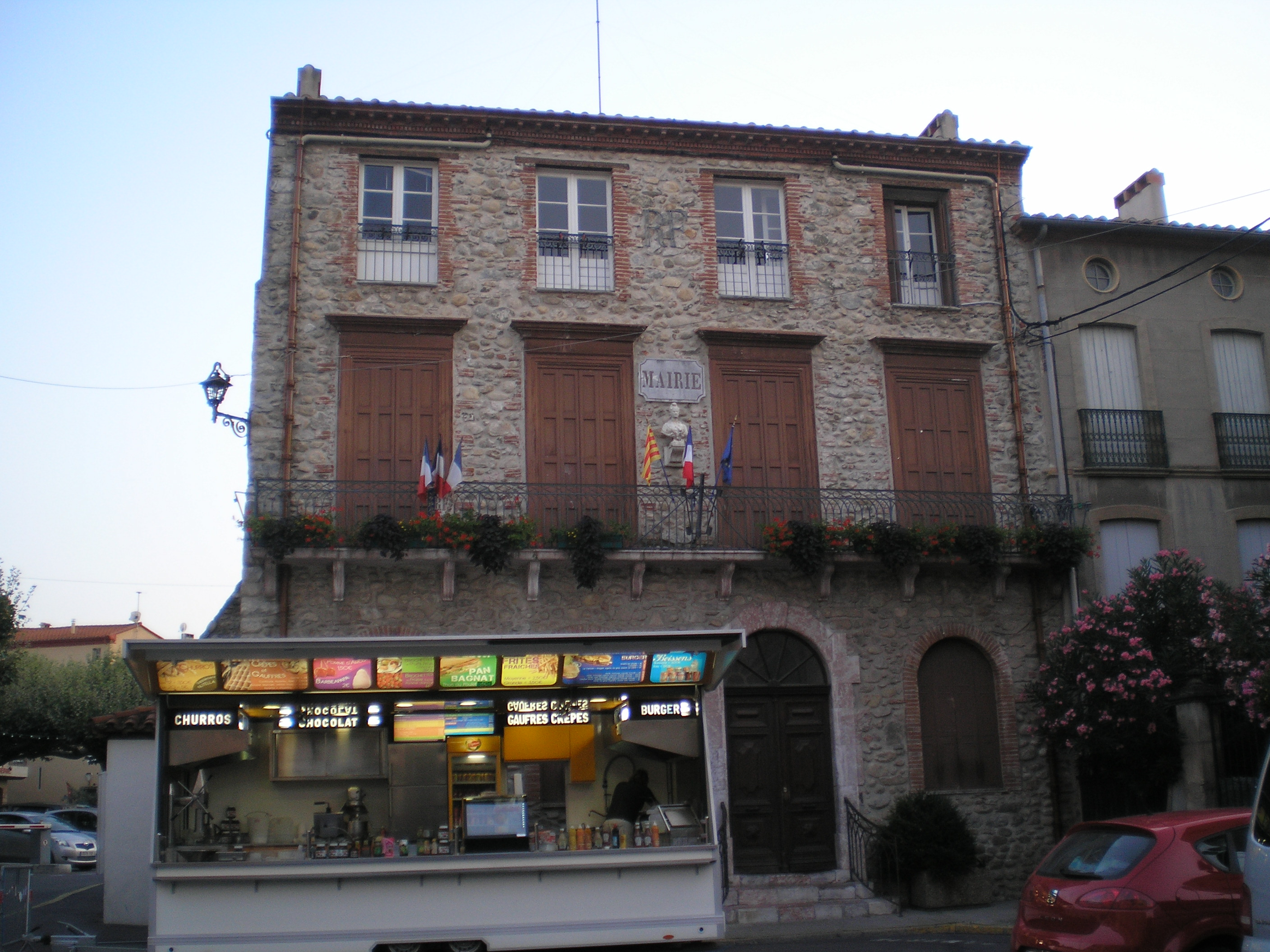
普拉德市政厅

普拉德的现任市长为伊夫·德尔科先生（Yves Delcor），他是一名无党派人士。其前任让·卡斯泰在2020年的市政选举中获得了75.72%的支持率，后于同年7月3日被任命为法国总理，普拉德市长职务转由伊夫·德尔科尔先生担任。
在2017年的法国总统大选中，法国第25任总统埃马纽埃尔·马克龙在普拉德获得了60.8%的支持率。
| 普拉德历届市长 |                  |                           |
| 任期           | 市长             | 党派                      |
| 1944年－1947年 | 皮埃尔·帕洛      | PCF法国共产党             |
| 1947年－1959年 | 让·克莱尔        | RAD激进党                 |
| 1959年－1977年 | 路易·莫内斯捷    | RAD激进党                 |
| 1977年－1983年 | 亨利·吉波洛      | PCF法国共产党             |
| 1983年－1987年 | 居伊·马莱        | UDF法国民主联盟           |
| 1987年－1989年 | 马塞尔·米尔乔    | 不详                      |
| 1989年－2001年 | 保罗·布朗        | RPR保衛共和聯盟           |
| 2001年－2008年 | 让-弗朗索瓦·德尼 | PRG左派激進黨             |
| 2008年－2020年 | 让·卡斯泰        | UMP人民运动联盟 →LR共和黨 |
| 2020年－       | 伊夫·德尔科      | 無黨籍                    |

## 人口
2017年，普拉德市镇人口数量为6,124，在法国排名第1,754位。其中男性2,755人，女性3,369人，75岁及以上人口占15.4%，外籍人口数量为1,426人，人口密度为563人/平方公里，当地居民被称为（男性）或（女性）。2018年，普拉德境内出生50人，死亡人口109人。
| 年份   | 1936  | 1946  | 1954  | 1962  | 1968  | 1975  | 1982  | 1990  | 1999  | 2006  | 2011  | 2016  | 2017  | 2018  |
| ------ | ----- | ----- | ----- | ----- | ----- | ----- | ----- | ----- | ----- | ----- | ----- | ----- | ----- | ----- |
| 人口數 | 4,946 | 5,019 | 5,393 | 5,676 | 5,937 | 6,448 | 6,100 | 6,009 | 5,800 | 6,221 | 5,854 | 6,153 | 6,124 | 6,063 |

## 经济
普拉德是一个区域性的中心城市，当地共有各类用人单位1,158家，平均历史为17年，其中99.23%为中小型企业（PME）。圣米歇尔诊疗中心（Clinique Saint Michel，私立医疗机构）、南部电信（Selecom Sud Electronique Communication，电子）及泰赖索尔（Terraisol，食品）是当地2019年营业额最高的三个企业，分别为5,904,901欧元、5,805,513欧元和2,884,309欧元。

## 财政收入
2018年，普拉德的财政收入总额为8,046,540欧元，财政支出总额为6,768,860欧元，当年的债务总额为6,467,230欧元。
2015年，普拉德的人均收入总额为2,190欧元，其中高职人员为3,695欧元，普通职员为1,715欧元。
2017年，普拉德境内的青壮年（15至64岁）失业率为24.7%，当地39.5%的家庭拥有纳税资格。

## 社会事务

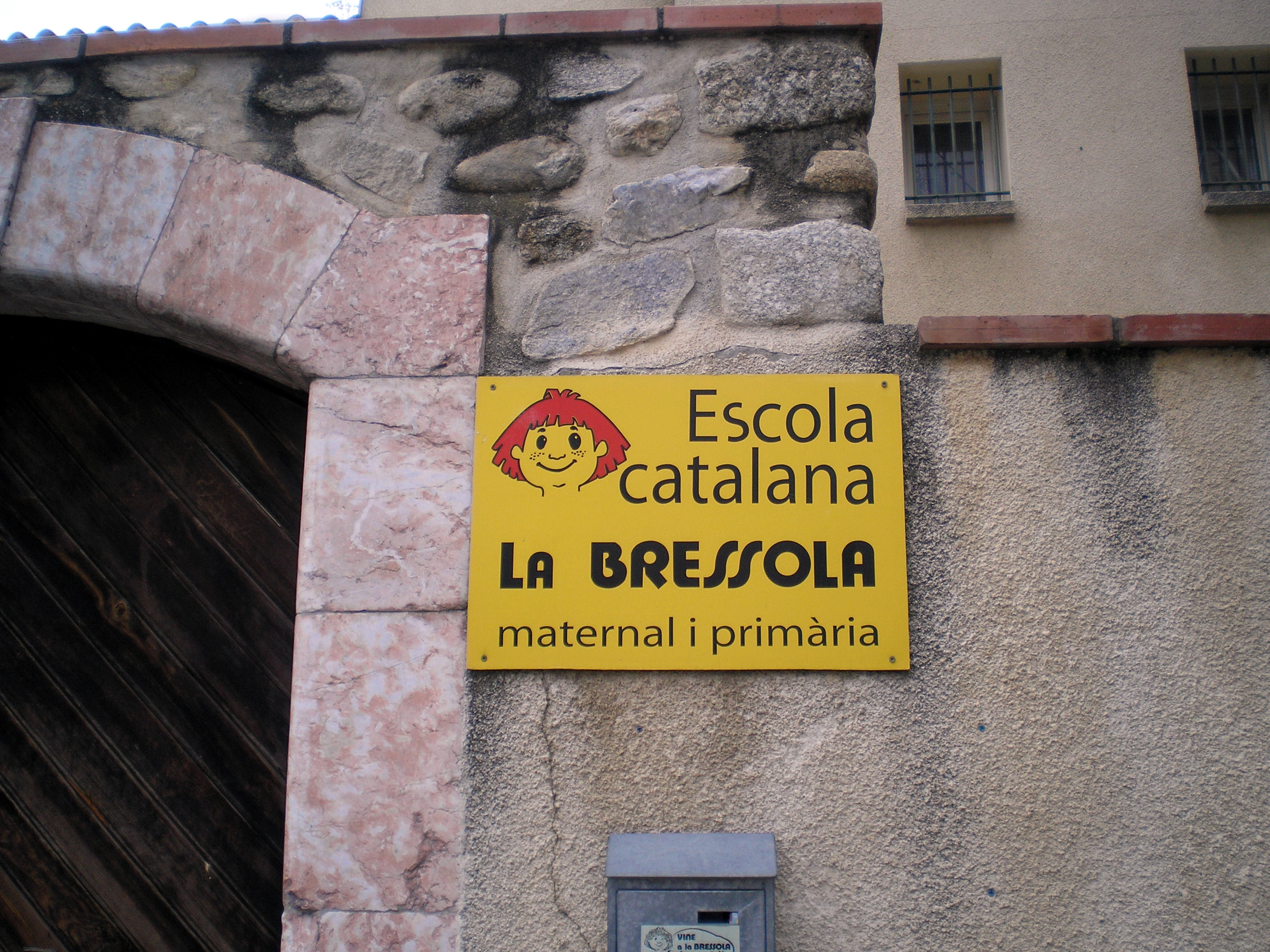
普拉德的一处双语小学

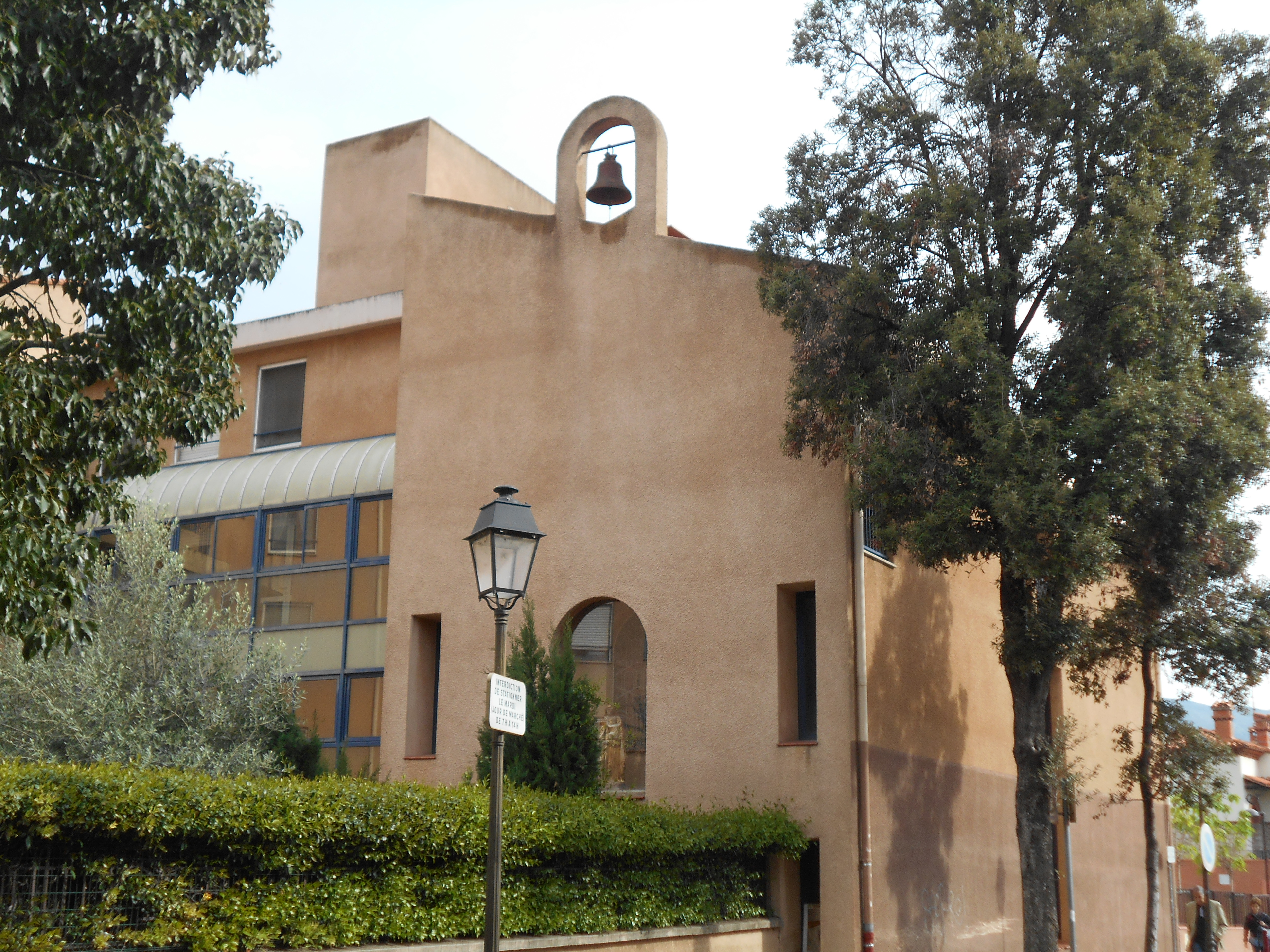
圣米歇尔诊疗中心建筑

### 教育
普拉德属于蒙彼利埃学区。截止2019年1月1日，普拉德境内共有2所幼儿园、4所小学、2所初级中学和1所普通高中。2018至2019学年度，普拉德境内共有在校中等教育阶段学生1,869名。

### 医疗
截止2019年1月1日，普拉德境内共有全科医生9名、保健师24名、牙医6名、护士33名、耳科医生1名和助产士2名。境内共有药房4家、养老院1家、残疾人帮扶中心1家。
普拉德地方医院（Hôpital local de Prades）是法国的一个区域性医疗机构，其主病区位于普拉德市区，设有床位205个，是当地规模最大的公立综合性医院。此外，当地还有一所私人诊所：圣米歇尔诊疗中心，后者共有59个床位。

### 住房
2017年，普拉德境内共有各类住房3,961套，其中60.4%为独立式居民区，38.1%为集中式居民区。常住房屋占普拉德市镇范围内居民建筑总量的90.1%。

### 商业
2018年，普拉德境内共有各类实体商铺203家，其中餐厅29家、大型超市4家、杂货店3家、面包房5家、肉铺2家、书店3家、装饰品店2家、银行门店8家、美容美发店13家、汽车维修店17家。市区东部建有开放式商业街区。

### 体育
2019年，普拉德境内共有1家游泳池、3间体育馆、6处网球场、2处马术场、2处足球或橄榄球场、4处篮球或排球场以及1处高尔夫球场。
普拉德体育联盟足球俱乐部（A.S. Prades Football）是当地的一支足球队，2020至2021赛季参加东比利牛斯省足球联赛。
2017年环西自行车赛曾经过普拉德。

### 环境
普拉德的环境事务由其所属的公共社区负责。2018年，普拉德境内共有1家污染企业。

### 治安
2018年，普拉德市镇范围内有1处宪兵队。
2014年，普拉德及附近地区共发生各类案件1,742起，其中盗窃类案件1,037起，经济类案件161起，毒品交易类案件180起。

## 文化
2019年，普拉德境内有1家电影院。普拉德所处的公共社区提供多媒体中心，向公众全年开放。

### 建筑
普拉德境内有多处法国国家文物保护单位，其中普拉德圣皮埃尔教堂、雅科梅大楼等为当地的代表性建筑物。

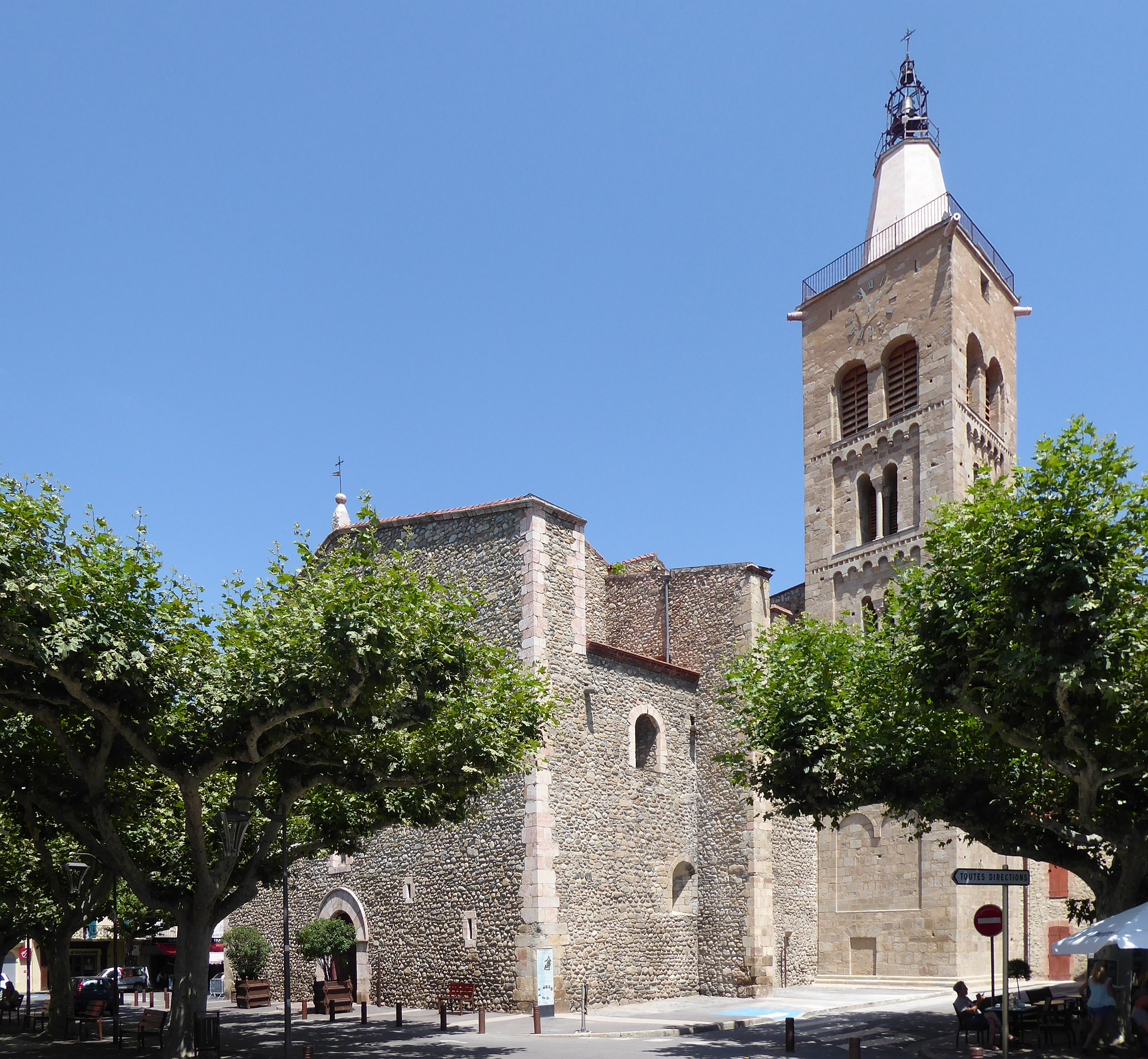
圣皮埃尔教堂（法语：Église Saint-Pierre de Prades）
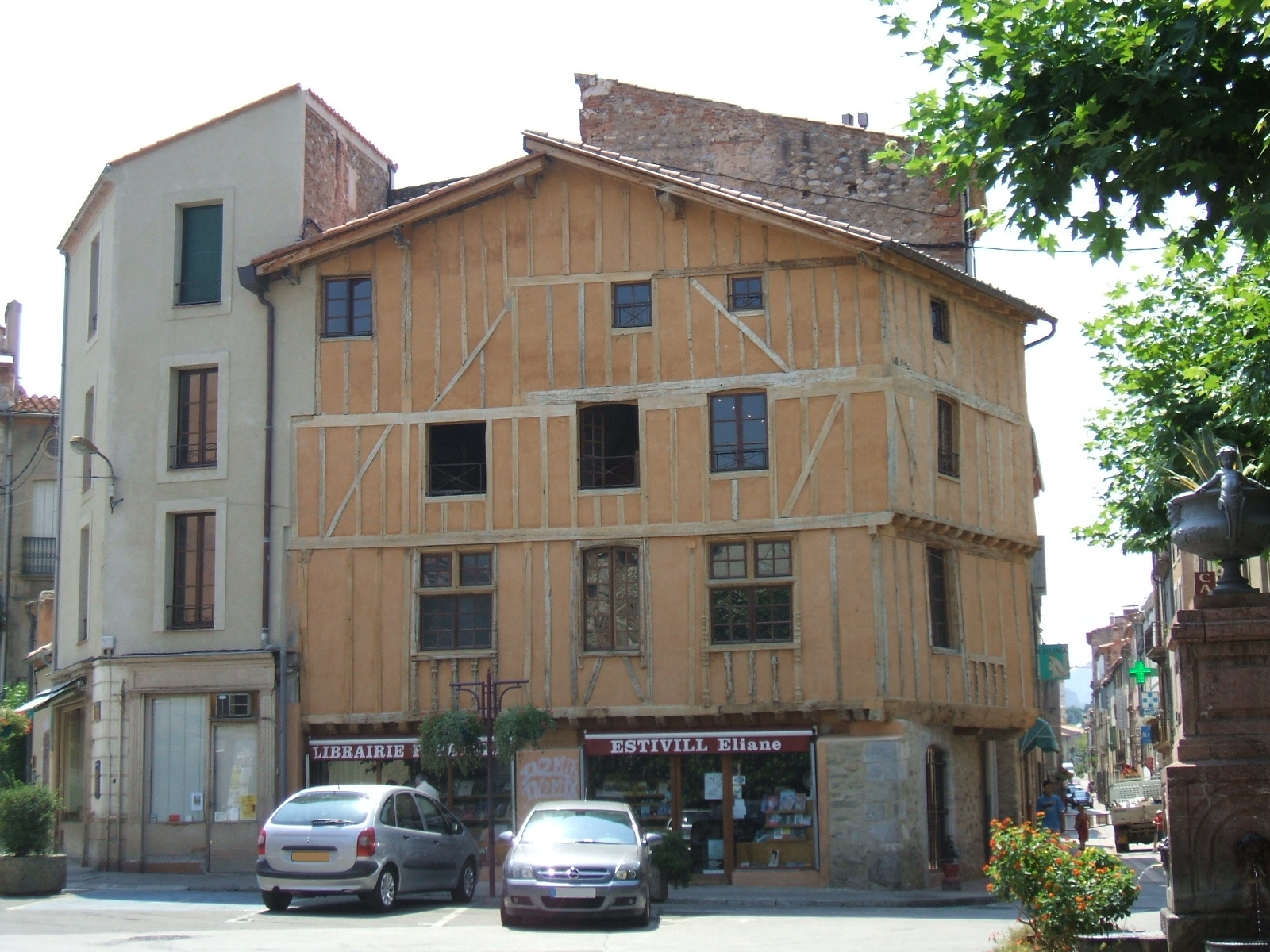
雅科梅大楼（法语：Maison Jacomet）
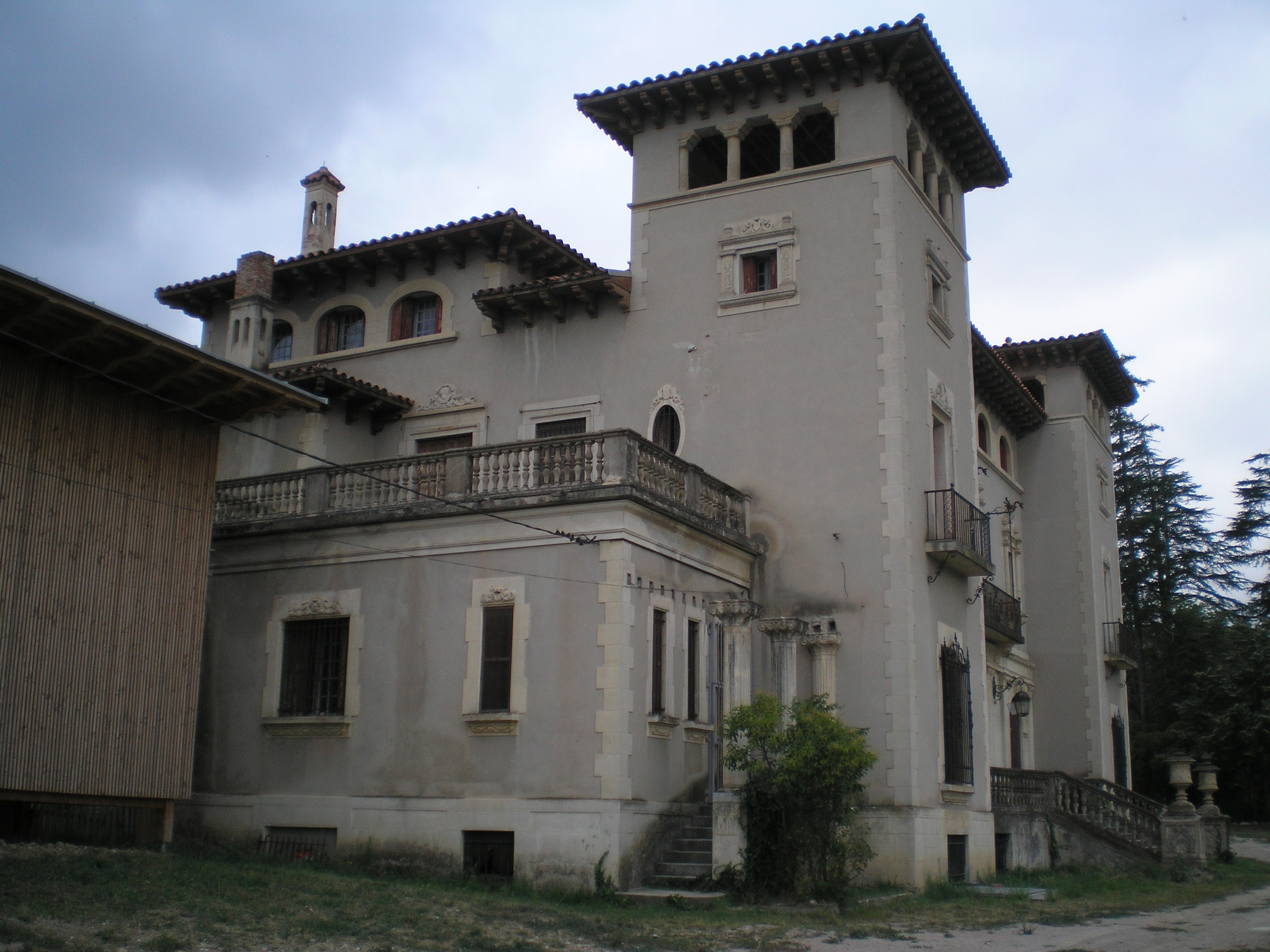
瓦尔罗克城堡旧址
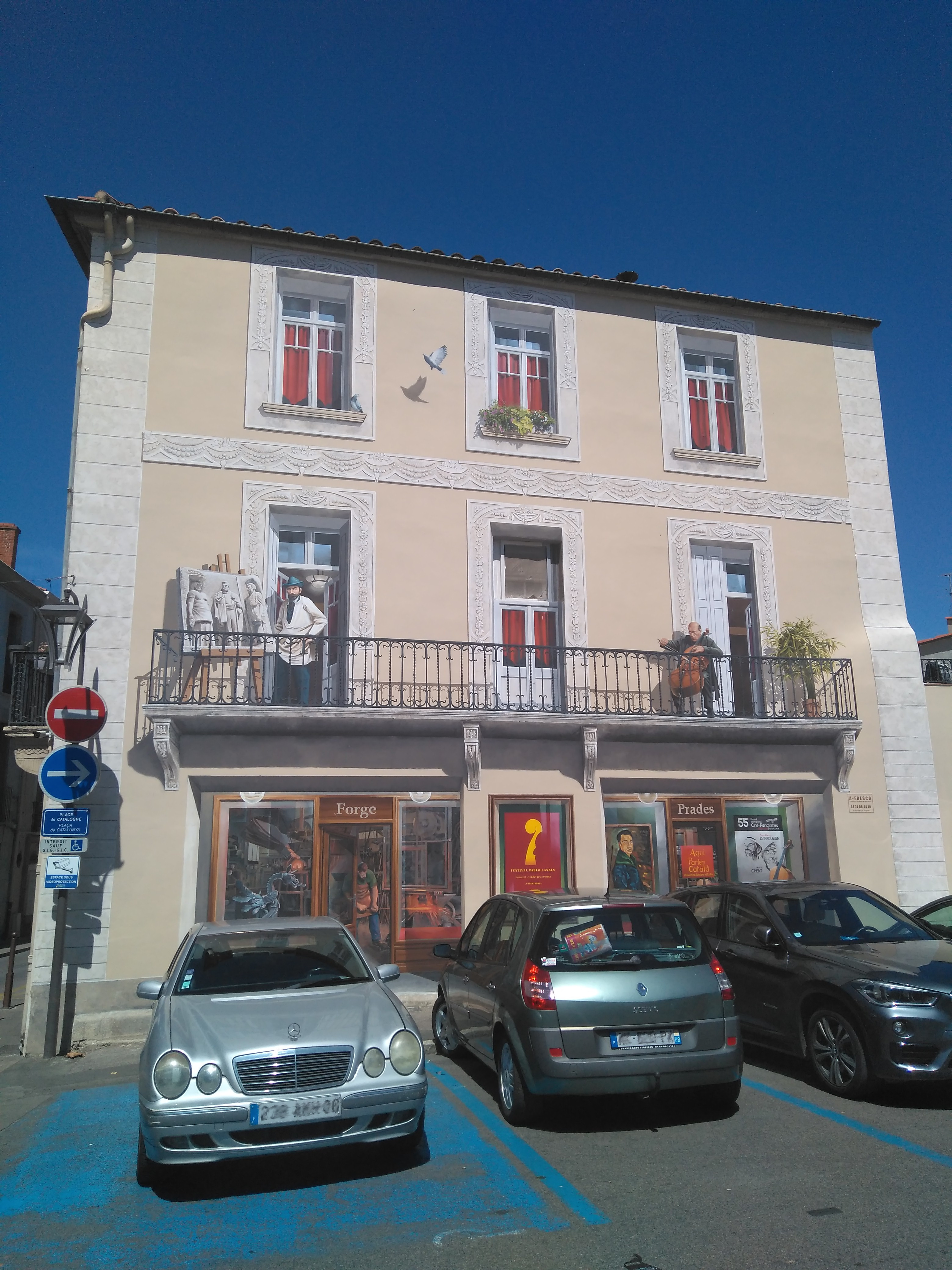
街头艺术画
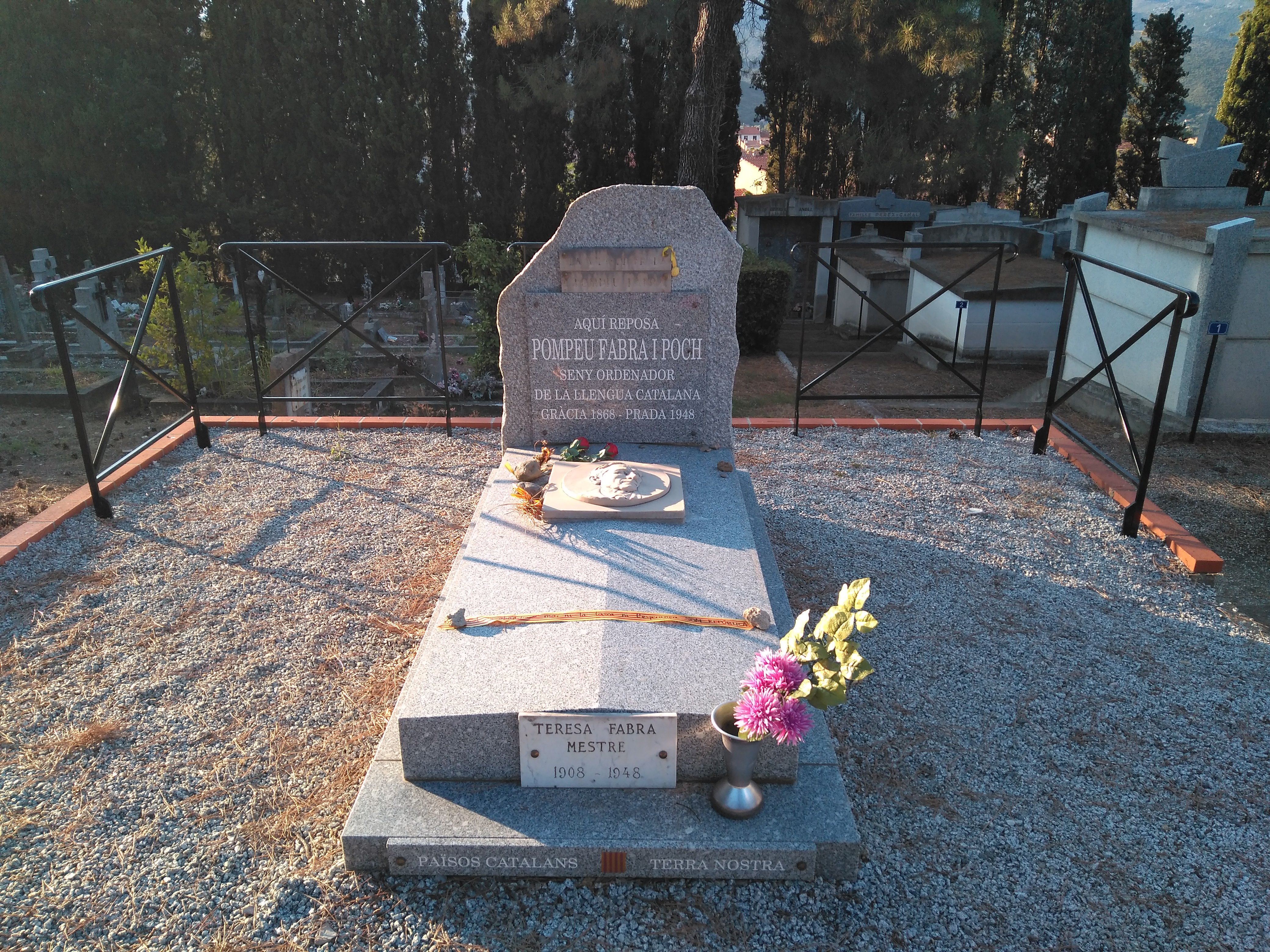
庞培·法布拉之墓

### 旅游
普拉德的旅游事务由其所属的公共社区负责。2020年，普拉德境内共有4家宾馆共计101间房间；另有1个露营地，可容纳共78辆露营车。

### 媒体
法国主要的媒体均可在普拉德接收，法国电视三台下属的奥克西塔尼大区频道在部分时段播出普拉德所属区域的地方新闻。

## 相关人物
加泰罗尼亚语言学家庞培·法布拉逝世于普拉德。此外法国总理让·卡斯泰曾于2008至2020年间担任普拉德市长职务。

## 友好城市
截至2020年12月，普拉德共与三座城市互为友好城市关系：
- 德国 基青根
- 西班牙 里波尔
- 葡萄牙 洛桑